# Chlorodrepana madecassa
Chlorodrepana madecassa là một loài bướm đêm trong họ Geometridae.